# Мыльников, Сергей Андреевич
Серге́й Андре́евич Мы́льников (род. 8 февраля 1986) — российский танкист, участник войны в Грузии в 2008 году. Герой Российской Федерации (2008). 
Старший сержант Вооружённых Сил Российской Федерации в запасе. Во время войны в Грузии 9 августа 2008 года командир танка Т-72 1-й танковой роты 141-го отдельного танкового батальона 19-й мотострелковой дивизии 58-й армии Северо-Кавказского военного округа сержант С. А. Мыльников в составе группы из четырёх Т-72 вёл многочасовой бой с подразделениями грузинских войск, которые блокировали в Цхинвале батальон бывших российских миротворческих войск (сил ССПМ). Своими действиями он способствовал их выходу из окружения.

## Биография
Родился 8 февраля 1986 года в городе Свердловск (ныне — Екатеринбург) в семье рабочих. Русский. В 1993—2003 годах учился в средней школе № 44 города Екатеринбурга, затем в профессионально-педагогическом колледже на факультете электромеханики и информационных технологий по специальности «Автоматизированные системы обработки информации и управления» с 2003 по 2005 года. Любил в детстве играть в футбол, разбирался в технике, мечтал стать программистом.
С декабря 2005 года по декабрь 2006 года работал слесарем механосборочных работ в ООО «Электрощит».

### В Вооружённых силах Российской Федерации
В декабре 2006 года призван на срочную службу в ряды Вооружённых Сил Российской Федерации Чкаловским райвоенкоматом Екатеринбурга. Служил в Еланском учебном центре Приволжского-Уральского военного округа (посёлок Еланский Свердловской области), по окончании которого получил воинскую специальность командир танка с присвоением звания младшего сержанта. С мая 2007 года служил в 19-й мотострелковой дивизии Северо-Кавказского военного округа во Владикавказе. Получил звание сержант в 2007 году. 8 сентября 2007 года командир воинской части 64514 гвардии подполковник Олег Соколов направил его родителям благодарственное письмо за воспитание сына.
В начале 2008 года С. А. Мыльников подал рапорт о заключении контракта на военную службу. В июле 2008 года участвовал в батальонных тактических учениях на Мамисонском перевале, на которых его танковый батальон был придан 135-му мотострелковому полку.
8-24 августа 2008 года участвовал в войне в Грузии.

### Бой в Цхинвале
8 августа 2008 года в составе батальонной тактической группы под командованием капитана Ю. П. Яковлева одним из первых выдвинулся навстречу противнику на территорию Южной Осетии. В ночном бою с 8 на 9 августа группа захватила военную базу грузинских войск в районе населённого пункта Хетагурово, принудив бронетехнику противника к отходу.
С утра 9 августа группа продолжила наступление на Цхинвал. Во время движения колонна российских войск подверглась грузинской атаке, однако капитан Яковлев выдвинул свои танки навстречу грузинским частям, сковав их действия боем. Тем самым он позволил батальонной тактической группе российского 135-го мотострелкового полка выйти из-под обстрела и занять выгодный рубеж для перехода в контратаку. Во встречном бою командир танка Т-72 1-й танковой роты 141-го отдельного танкового батальона 19-й мотострелковой дивизии сержант С. А. Мыльников в составе экипажа уничтожил три бронемашины грузинских войск (БТР и БМП).
Утром 9 августа четыре танка Т-72 передовой группы вошли в подконтрольный грузинским войскам Цхинвал. Танкистам удалось прорваться к позициям российского (ранее миротворческого) батальона сил ССПМ, однако следовавшие с ними мотострелки были отсечены огнём. После многочасового боя 9 августа группа капитана Яковлева израсходовала почти все боеприпасы, был потерян один танк, и один военнослужащий получил ранение. Экипаж танка Т-72 под командованием сержанта С. А. Мыльникова уничтожил в этом бою ещё два танка и три единицы лёгкой бронетехники. Своими действиями танкисты спасли окружённых миротворцев от уничтожения, однако атаки на их гарнизон продолжились.
После артиллерийского обстрела грузинская пехота при поддержке танков подошла почти вплотную к оборонявшимся танкистам и солдатам ССПМ. Танк сержанта С. А. Мыльникова получил четыре прямых попадания (два из пушки БМП и два из РПГ), и экипаж был вынужден покинуть повреждённый танк, в котором уже закончился боекомплект. В то же время, противник непрерывно атаковал, а подкрепление, вышедшее на помощь солдатам ССПМ, было остановлено грузинскими войсками в нескольких сотнях метров от гарнизона ССПМ. В этой ситуации комбат К. А. Тимерман решил идти на прорыв навстречу российским войскам.
Для обеспечения прорыва сержант С. А. Мыльников вернулся в свой повреждённый танк и на максимальной скорости выдвинулся навстречу противнику. По собственным воспоминаниям, «надо было что-то предпринять, чтобы не попасть под их обстрел, выиграть время, подождать подмоги и нового боекомплекта. Вот я и выехал вперёд прямо на них и, видимо, испугал. Они отступили». Воспользовавшись создавшейся паникой в рядах грузинских войск, бросивших свои боевые позиции, российский батальон ССПМ организовал прорыв, вынеся раненых и погибших.

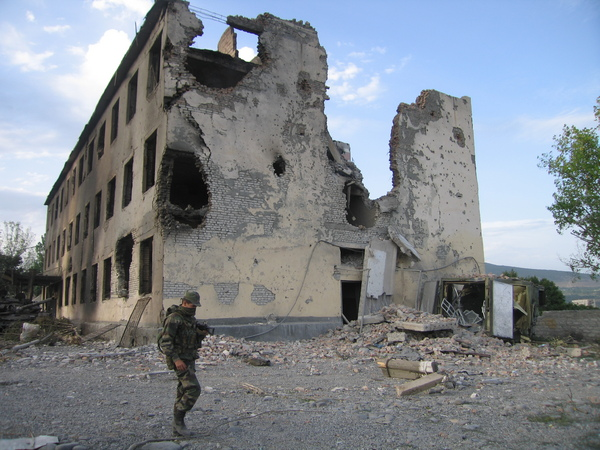
Казарма бывших миротворцев. Слева виден сгоревший танк
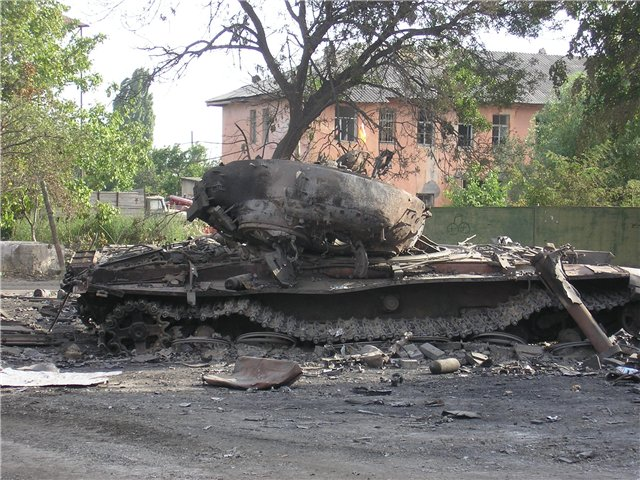
Уничтоженный в Цхинвале грузинский Т-72
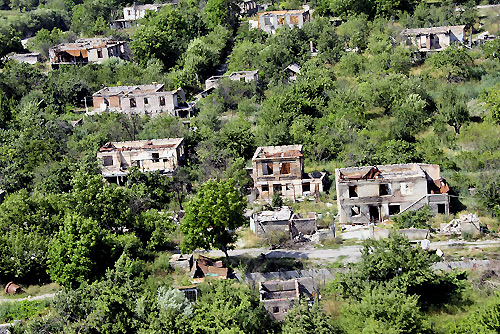
Дома в Цхинвале, разрушенные во время войны.

14 сентября 2008 года, в День танкиста, Сергею Мыльникову присвоено воинское звание старший сержант.
Указом Президента Российской Федерации от 19 сентября 2008 года сержанту Сергею Андреевичу Мыльникову присвоено звание Героя Российской Федерации с вручением медали «Золотая Звезда» № 925. Вместе с ним за этот бой высокого звания был удостоен командир батальонной тактической группы капитан Юрий Павлович Яковлев. В итоге боя из двенадцати танкистов двое стали Героями России, ещё двое — кавалерами ордена Мужества и медали «За отвагу».

### Дальнейшая жизнь
В октябре 2008 года он был уволен в запас, вернулся в город Екатеринбург. В ноябре поступил в Уральский государственный технический университет – УПИ имени первого Президента России Б. Н. Ельцина на механико-машиностроительный факультет.
С 2009 года — член Общественной палаты России.
По состоянию на 2014 год, работает слесарем-сборщиком на научно-производственном предприятии «Уралэлектрощит», окончил заочное отделение Академии труда и социальных отношений. Ведёт общественную деятельность.

## Награды и звания
- Герой Российской Федерации (19 сентября 2008, медаль «Золотая Звезда» № 925)[1][12];
- Орден «Уацамонга» (20 февраля 2019, Южная Осетия) — за мужество и героизм, проявленные при отражении агрессии Грузии против народа Южной Осетии в августе 2008 года[13];
- знак отличия военнослужащих Южного военного округа «За службу на Кавказе»[2];
- памятный знак «90 лет Северо-Кавказскому военному округу»[2].

## Семья, личная жизнь
Отец — Андрей Дмитриевич, работает главным конструктором в научно-производственном предприятии «Уралэлектрощит». Мать — Людмила Николаевна, преподавала уроки труда в школе № 44 города Екатеринбурга.
В 2009 году женился, жена — Марина, в 2010 году семья Мыльниковых получила однокомнатную квартиру в микрорайоне Пионерский, а затем земельный участок в посёлке Шабровский, где они собираются строить большой дом.
В годы Великой Отечественной войны дед Сергея был военным лётчиком, бабушка воевала медсестрой на фронте.